# フローレス (ペテン県)
座標: 北緯16度55分47秒 西経89度53分30秒 / 北緯16.92972度 西経89.89167度

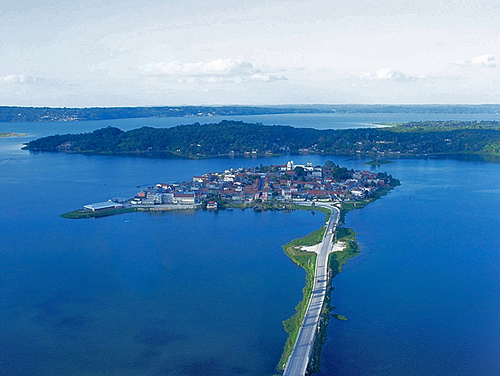
島を本土と結ぶ陸橋

フローレス（Flores）は、グアテマラ北部ペテン県の県都。ペテン県中央部のペテン・イツァ湖に浮かぶフローレス島、および湖の南岸のサンタ・エレナから構成される。両者は陸橋によって結ばれている。

## 地理・交通
フローレス島の中心部にはペテン県の県庁などの政府機関の建物、教会、広場がある。島は静かで、パステルカラーの建物が立ちならぶ。
それに対してサンタ・エレナ側は商業の中心で、現代的な町である。東の郊外にムンド・マヤ国際空港があり、グアテマラシティやベリーズシティと結ばれている。この2都市とは長距離バスでも結ばれている。
ペテン県にはティカル、ワシャクトゥン、ヤシュハ、エル・ミラドールなどの有名なマヤ遺跡があり、フローレスは遺跡を訪れる人の出発地として使われる。
フローレス自身も本来はタヤサル（より正確にはノフペテン）というイツァ族の中心都市だったが、現在はすべて破壊されてしまい、歴史的に見るべきものは残っていない。タヤサルという名前の考古学遺跡はあるが、フローレス島ではなく北隣のタヤサル半島に位置する。
中央広場には3つの石碑が置かれている。ひとつは東のイシュルの石碑2号（879年）、ひとつは楕円形のイシュル祭壇1号、ひとつはフローレス石碑1号（869年、道路の舗装に使われていた）である。
サンタ・エレナ側の南にアクトゥン・カン（蛇の洞穴）という洞窟がある。

## 歴史
フローレス島にはかつてイツァ族のマヤ王国の首都であるタヤサル（ノフペテン）があった。
1525年、ホンジュラス遠征中のエルナン・コルテスの一行がタヤサルを通過し、カネク王に歓迎された。16世紀にスペイン人はユカタン半島と高地マヤを征服したが、ペテン地方までは手が届かず、イツァ族は独立を保ち続けた。
17世紀になると宣教師が何回か布教を試みたが、成功しなかった。ユカタン総督のマルティン・デ・ウルスアは1697年3月13日にタヤサルを軍事的に征服した。
島はレメディオスと名づけられ、プレシディオ（要塞）が築かれた。スペインからの独立後、1831年に市制を敷くときに、殺された自由主義政治家シリロ・フローレスを記念してレメディオスからフローレスに改名された。